# Beaune
Beaune /bon/ è un comune francese di 23 272 abitanti, sottoprefettura del dipartimento della Côte-d'Or, in Borgogna. I suoi abitanti si chiamano Beaunois /boˈnwa/.
È rinomata per essere la capitale dei pregiati vini di Borgogna, essendo la città al centro della zona viticola della Borgogna che si estende a nord e a sud dell'abitato. Le attività vinicole sono numerose nella città e ancora al cuore della sua vitalità economica.

## Storia
Beaune fu per lungo tempo, in età medievale (XII-XIV secolo), la residenza preferita dei duchi di Borgogna, all'epoca tra i principi più potenti d'Europa. Per questo vanta un ricco patrimonio monumentale, con un centro storico ottimamente preservato nel quale spicca l'Hôtel-Dieu, un sontuoso ospedale per i poveri fondato nel Quattrocento e rimasto per lo più intatto. Costituisce uno dei monumenti più visitati della Borgogna, famoso per la sua peculiare architettura gotica tardo medievale e per il capolavoro del maestro fiammingo Rogier van der Weyden, il Polittico del Giudizio universale, che ospita sin da le sue origini al suo interno.
Ogni anno, l'ospedale, ancora esistente tutt'oggi (ma ormai trasferito in un moderno edificio mentre quello del Quattrocento è stato adibito a museo), organizza la più importante vendita ad'asta di vino in Francia, le cosiddette ventes de Beaune. Nella città sono inoltre presenti molte case negoziante di vino, i négociants, spesso attive da diversi secoli, e un museo del vino.

## Monumenti e luoghi d'interesse
Beaune è una Ville d'Art et d'Histoire (città d'arte e di storia).

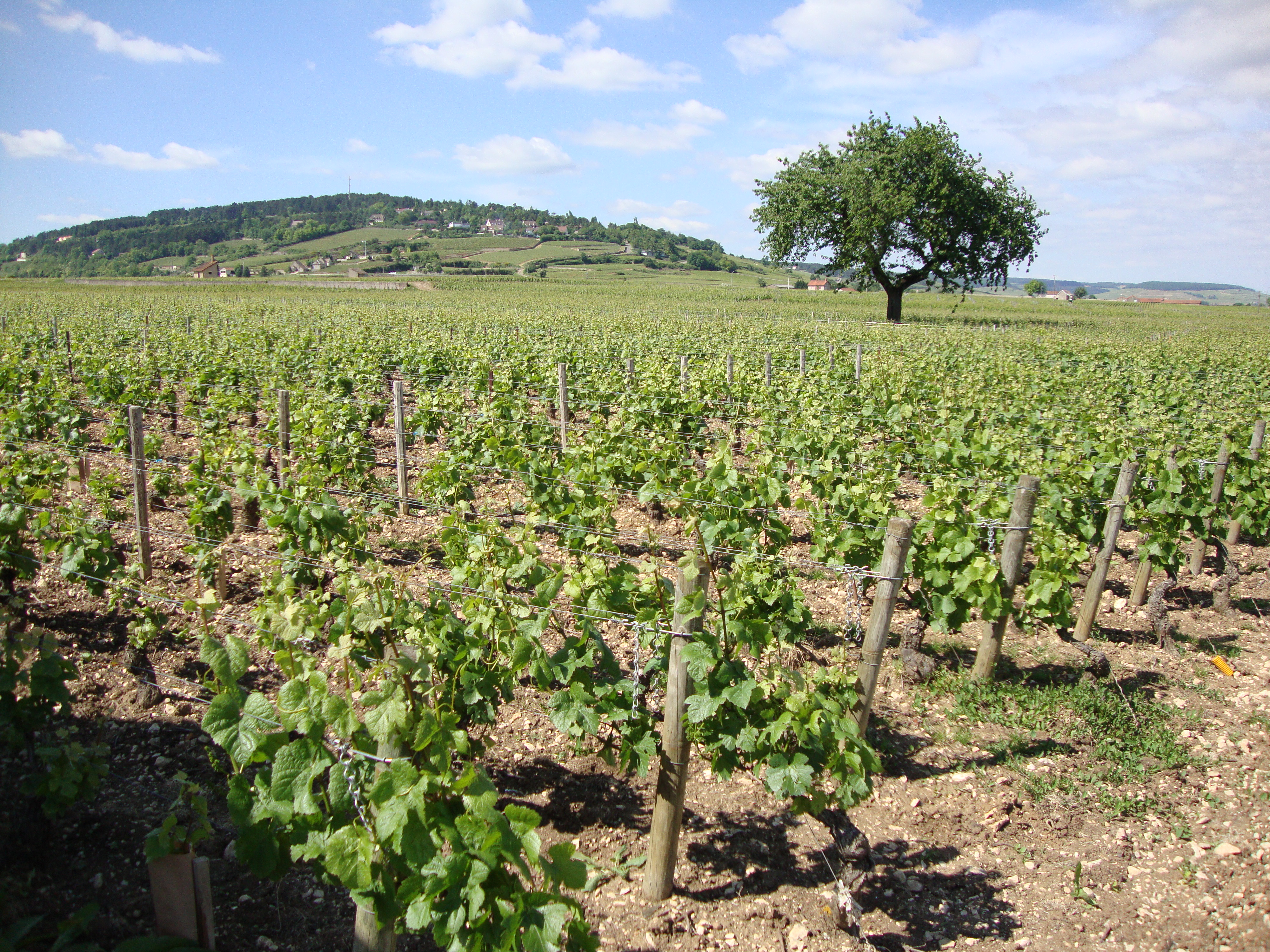
Vigneti vicino Beaune.

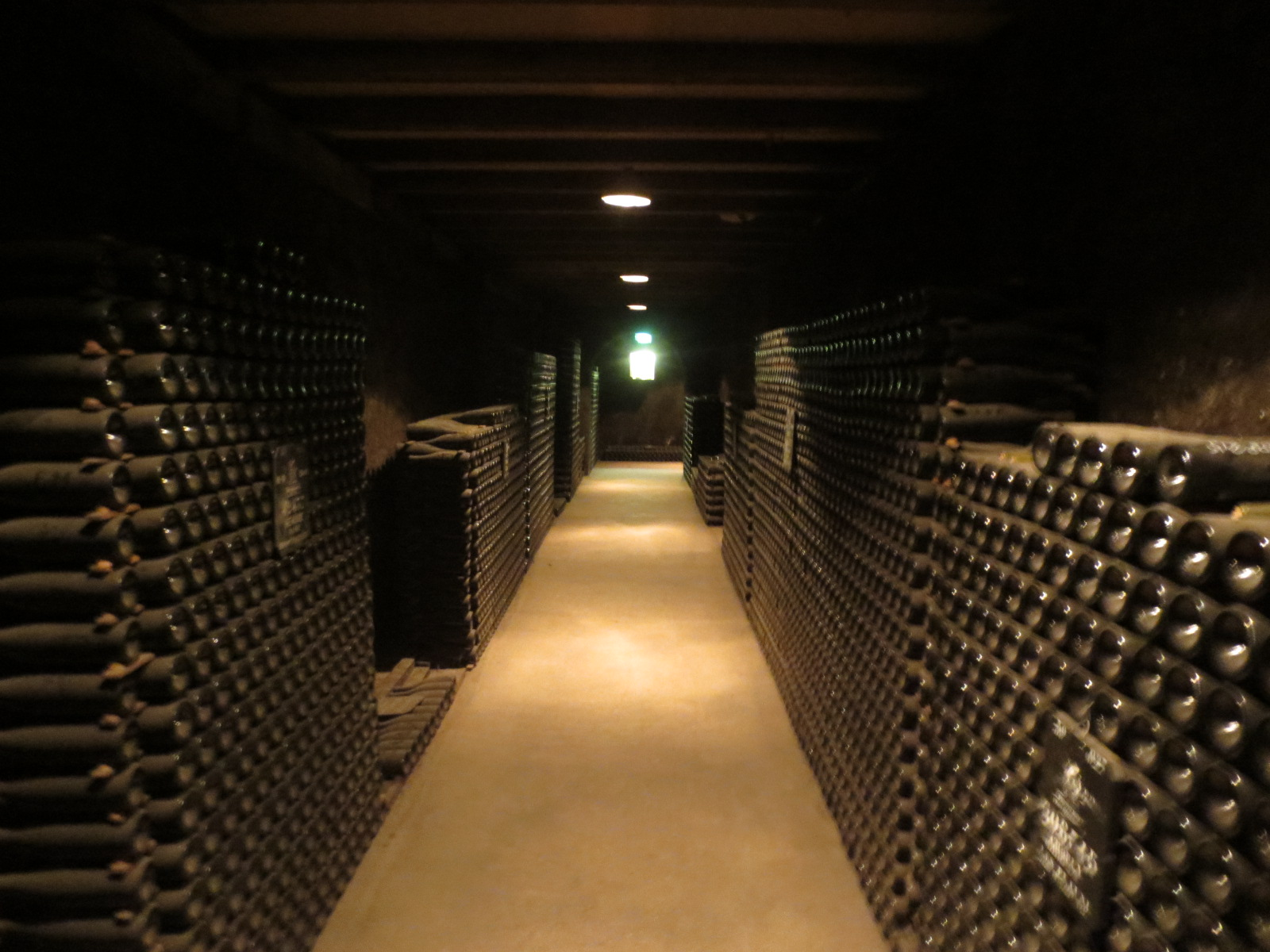
Cantina vinicola a Beaune.

- Hôtel-Dieu (anche conosciuto come Hospices de Beaune)
  - Polittico del Giudizio universale, Rogier van der Weyden (1443-1451)
- Hôpital de la Sainte-Trinité detto hospice de la Charité de Beaune
- Palazzo dei duchi di Borgogna
- Collégiale Notre-Dame de Beaune
- Chiesa di Saint-Nicolas
- Beffroi, o Tour de l'Horloge de Beaune
- Fortificazioni medievali
- Museo di Belle Arti
- Musée Marey
- Museo del Vino

### Morfologia urbana

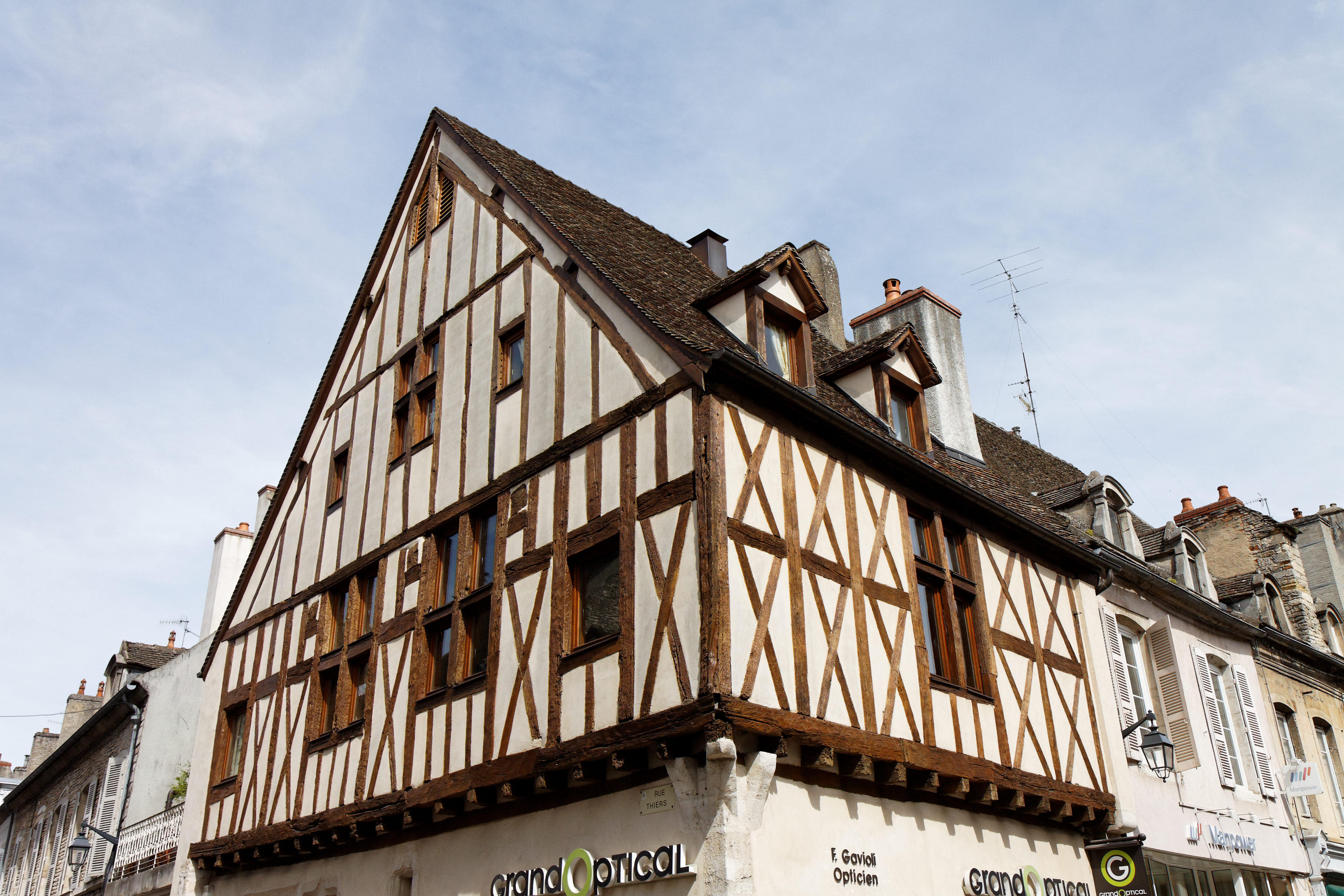
Casa a graticcio
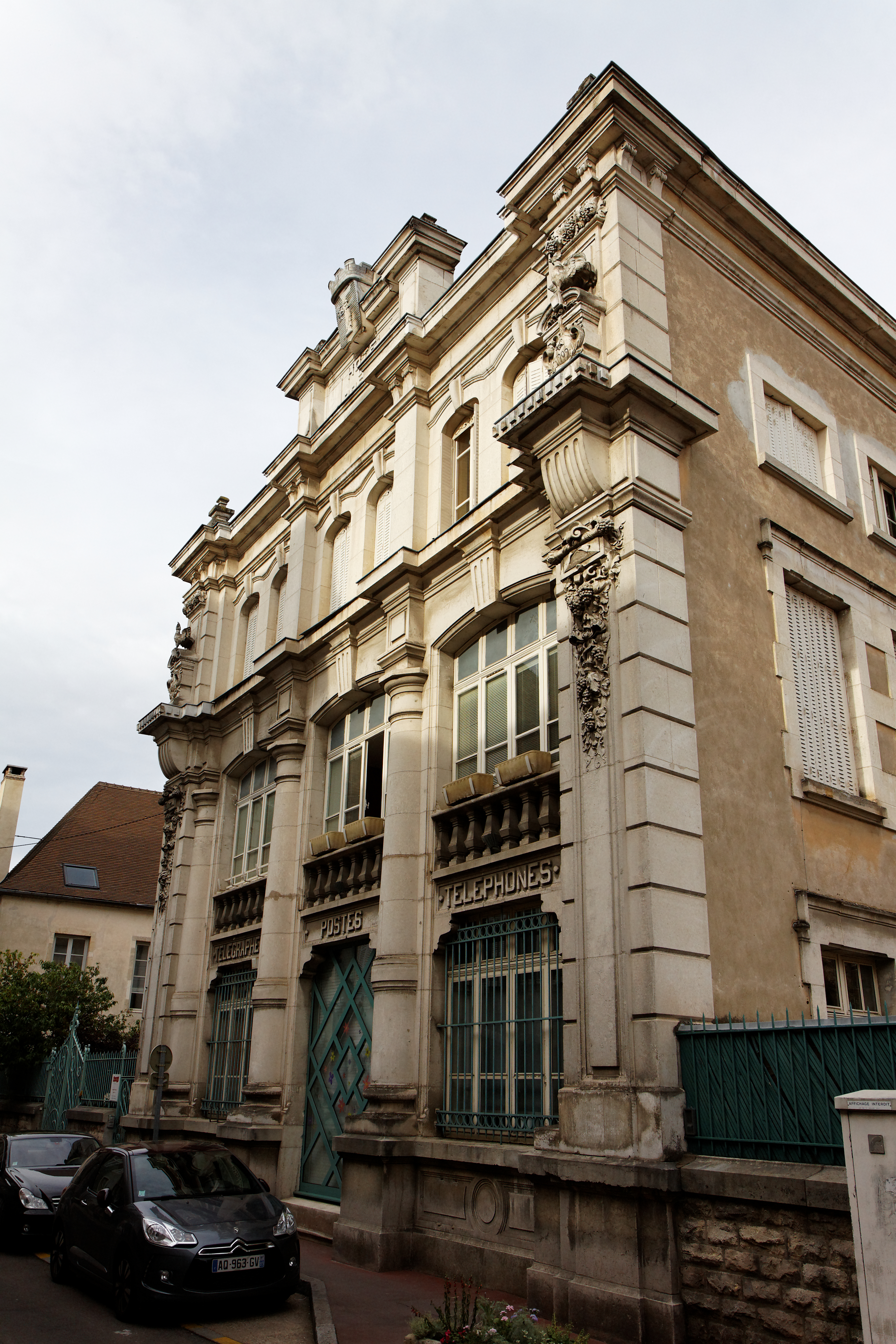
Ex edificio postale e telegrafico
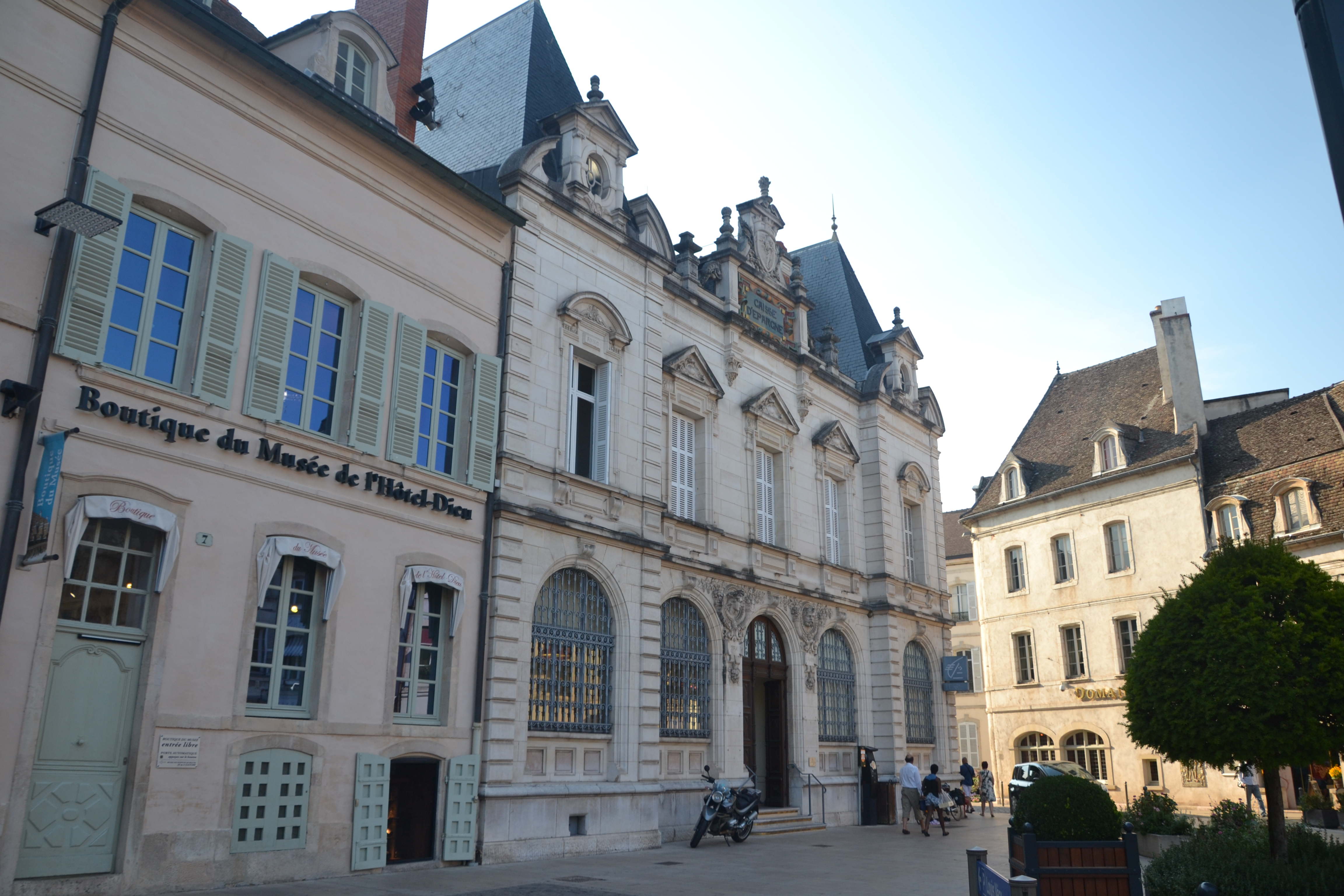
Edificio di Place des Halles
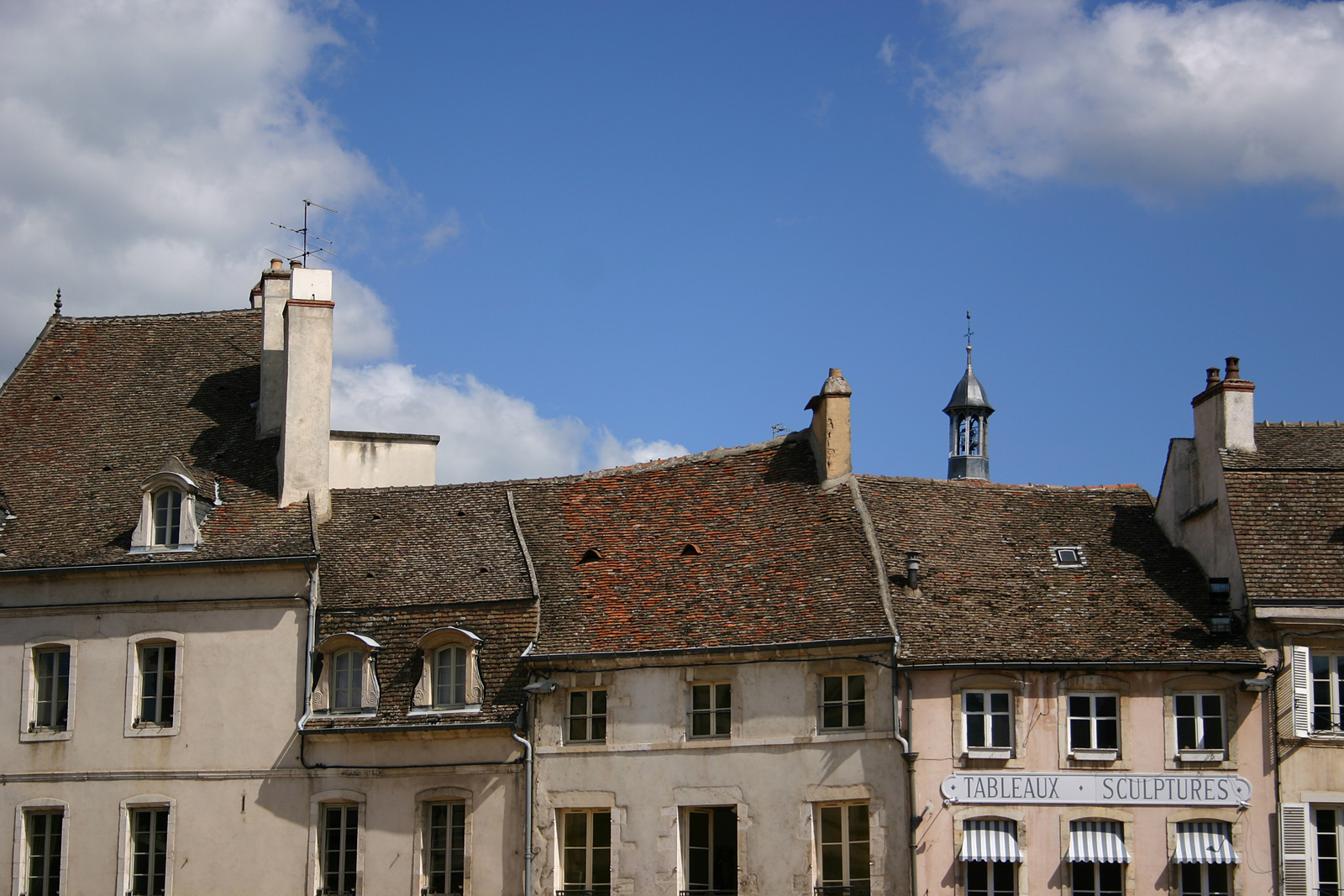
Tipiche case nel centro di Beaune, sopra i negozi
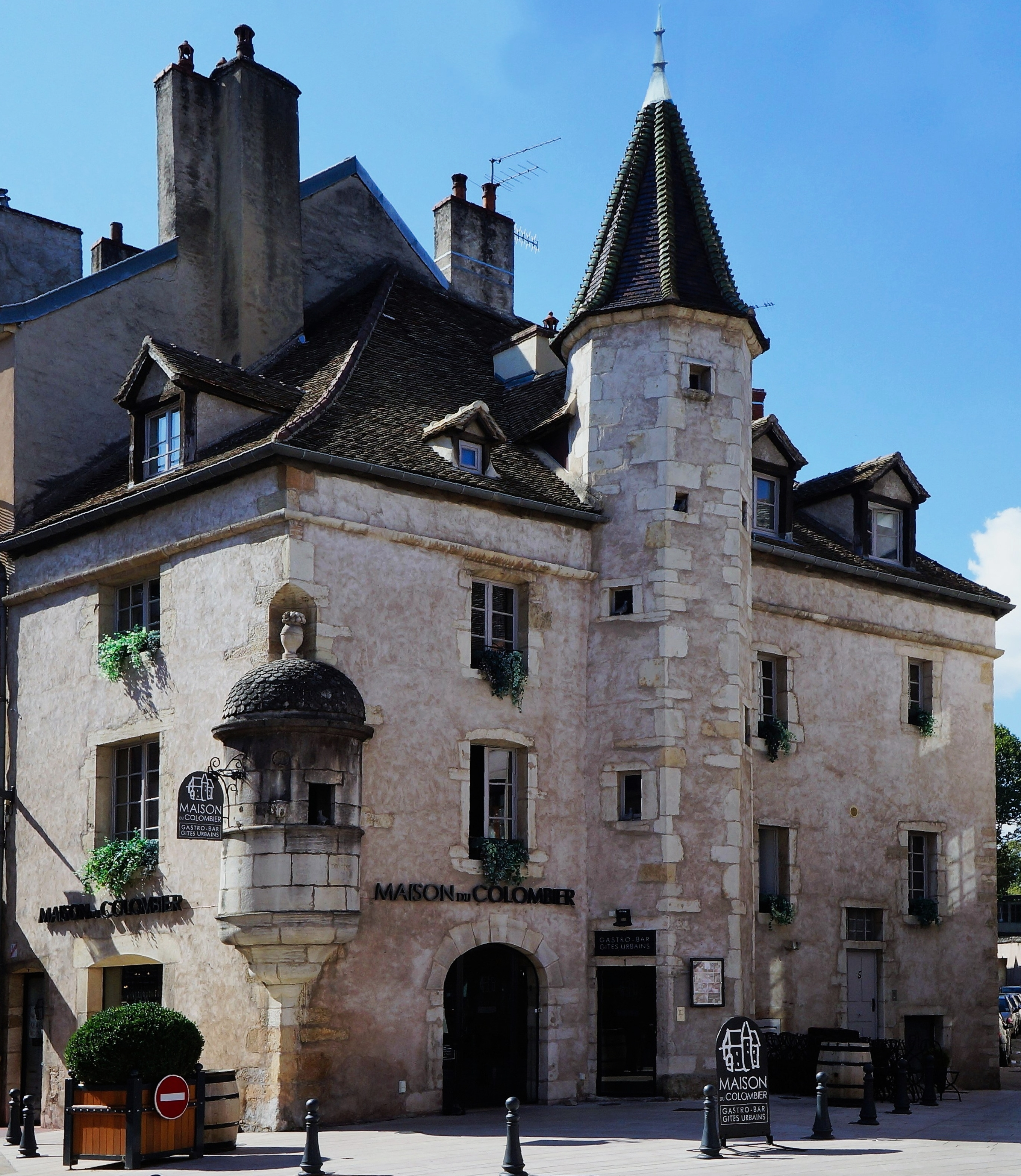
Torre d'avvistamento d'angolo della Maison du Colombier
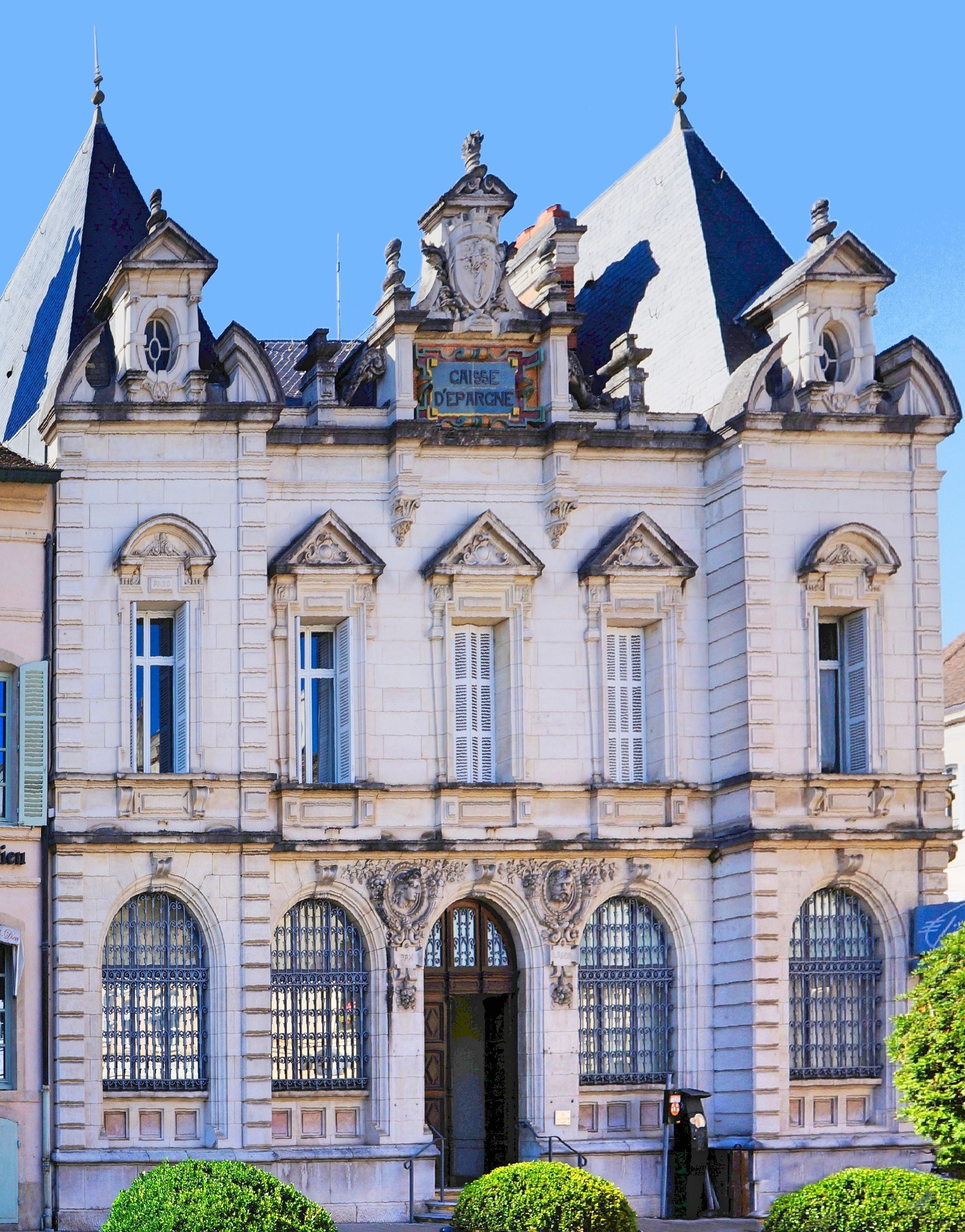
Cassa di risparmio

## Amministrazione

### Cantoni
Fino al 2014 il territorio comunale della città di Beaune era suddiviso in due cantoni:
- Cantone di Beaune-Nord
- Cantone di Beaune-Sud

A seguito della riforma approvata con decreto del 18 febbraio 2014, che ha avuto attuazione dopo le elezioni dipartimentali del 2015, il territorio comunale della città di Beaune appartiene ad un unico cantone
- Cantone di Beaune

Nessun altro comune è compreso nel cantone.

### Gemellaggi
- Bensheim, dal 1960
- Malmedy, dal 1962
- Katsunuma, dal 1976

Tutte queste città hanno in comune la tradizione vitivinicola.

## Società

### Evoluzione demografica
Abitanti censiti